# Chandra Wilson
|  | Maskinoversættelse og/eller tvivlsomt indhold Denne sides indhold bærer præg af at være en maskinoversættelse og/eller meget dårligt og uklart formuleret. Det vurderes at sproget er så dårligt og eventuelt forkert eller til at misforstå, at det bør omskrives eller oversættes på ny. Du kan hjælpe med at oversætte til korrekt dansk i denne og lignende artikler. Hvis dette ikke sker inden for kort tid, kan en sletning komme på tale. Se evt. denne sides diskussionsside eller i artikelhistorikken. |

Chandra Danette Wilson (født 27. august 1969) er en amerikansk skuespillerinde og instruktør. Hun er bedst kendt for sin rolle som Dr. Miranda Bailey i ABC tv-dramaet Greys hvide verden som hun har medvirkens siden 2005. For denne rolle er hun blevet nomineret til Emmy for bedste kvindelige birolle fire gange.  Hun spillede også karakteren Bailey på Private Practice og Station 19 .  Hun fik sin scenedebut i New York i 1991 og begyndte at få gæsteroller i en række tv-shows i bedste sendetid. Hendes første filmoptræden var i filmen Philadelphia fra 1993.

## Tidligt liv
Wilson er født og opvokset i Houston, Texas . Hendes mor, en postarbejder, ønskede at holde sin datter aktiv, så hun meldte Chandra til adskillige efterskoleaktiviteter. "Fra en alder af fire besluttede min mor, at hun ikke ville have et ledigt barn i huset," husker Wilson. ”Så jeg begyndte at tage dansetimer tirsdage og torsdage, og så var jeg i skuespilundervisning mandage, onsdage og fredage, og jeg stod også model om lørdagen. Og det var min barndom." "Mit første show var The King and I, da jeg var fem," sagde hun i et interview med Broadway.com. 
I en alder af fem optrådte Wilson i musicals med Houston's Theatre Under the Stars Company.  Hun gik på Houston's [./High School for the Performing and Visual Arts High School for the Performing and Visual Arts]  og fortsatte på New York Universitys Tisch School of the Arts, hvor hun dimitterede med en BFA i drama i 1991. I de næste fire år, fra 1991-95, studerede hun på Lee Strasberg Theatre & Film Institute, mens hun samtidig opnåede professionelle teaterkreditter. Hun fik sin debut i New York i en produktion fra 1991 af The Good Times Are Killing Me og vandt en Theatre World Award for Outstanding Debut Performance. Hendes andre kreditter på tidligt stadium inkluderer off-Broadway-produktioner af Paper Moon: The Musical og Little Shop of Horrors .
Mens hun skabte sig et navn på New York-scenen, begyndte Wilson også at få gæstepladser på en række tv-shows i bedste sendetid. Hun optrådte i The Cosby Show (1989), Law & Order (1992) og CBS Schoolbreak Special (1992). Hun fik sin debut på storskærm sammen med Tom Hanks og Denzel Washington i den meget roste film Philadelphia fra 1993. På trods af at hun modtog stor ros for næsten alle sine præstationer, kæmpede Wilson i mange år for at få mere fremtrædende roller. I otte år, mens hun forsøgte at bryde ind i storstjernestatus, arbejdede Wilson på deltid som kasserer i Deutsche Bank for at få enderne til at mødes.
I 2005 fik Wilson sin gennembrudsrolle som Dr. Miranda Bailey på ABC-hitshowet Greys hvide verden .

## Karriere
Wilsons første regulære netværks-tv-rolle var i den kortvarige serie Bob Patterson (2001), en post- Seinfeld -bil for Jason Alexander . I en anmeldelse af USA Today kaldte Robert Bianco Wilson "den eneste person i showet, du kan forestille dig at ville se igen".  På samme måde sagde Los Angeles Times : "Den eneste karakter her, der er underholdende skrevet, er Bobs nye assistent, Claudia (Chandra Wilson)".  Hun optrådte også på Third Watch (2001), Law &amp; Order SVU, Sex and the City (2002) og The Sopranos (2004) og havde en lille rolle i Lone Star (1996).
Wilson havde også en teaterkarriere, hvor hun spillede Bonna Willis i The Good Times Are Killing Me  og var med i den Tony-nominerede musical Caroline, eller Change . Wilson er en dygtig sanger og har sunget i adskillige produktioner, herunder On the Town (1998), Avenue Q (2003) og Caroline, or Change (2004). 
Wilson arbejdede som vikar i Deutsche Bank Alex. Brown, hvor hun lavede præsentationer for investeringsbankenhederne. Hun arbejdede på Banker's Trust på 130 Liberty Street, lige på den anden side af gaden fra South Tower of World Trade Center til og med 9/11, da bygningen gik tabt til terrorangrebene. Wilson arbejdede stadig i en bank, da hun gik til audition for Grey's Anatomy- piloten. Hun blev castet som Miranda Bailey, en rolle, der oprindeligt var tænkt for en blond hvid kvinde.  Showet blev en succes. Wilson blev nomineret i 2006, 2007, 2008 og 2009 til en Emmy-pris for bedste kvindelige birolle i et drama. Hun blev nomineret og vandt Screen Actors Guild Award i 2007 for fremragende kvindelig skuespiller i en dramaserie; hun vandt også en SAG-pris som en del af Grey's Anatomy- besætningen, som vandt bedste ensemble i en dramaserie.
Wilson fik sin tv-instruktionsdebut med afsnittet "Give Peace a Chance", det 7. afsnit i sæson 6 af Grey's Anatomy . Hun instruerede også afsnit 17, "Push", af samme sæson og det femte afsnit af sæson 7, "Almost Grown", det 21. afsnit af otte sæsoner, "Moment of Truth", "Second Opinion", det 6. afsnit af niende sæson og "Transplant Wasteland", det 17. afsnit af niende sæson.  Den del af Dr. Bailey, supervisor for hospitalspraktikanter, var skrevet til en lille, blond hvid kvinde, men Wilson, en afroamerikansk kvinde med fuld figur, gav en så imponerende audition, at showets producenter besluttede at give hende den. "Desuden," jokede hun senere, "kendte jeg castingdirektøren." Wilson fik flotte anmeldelser for sin præstation som den hårde Dr. Bailey. Hun blev nomineret til fire på hinanden følgende Emmy Awards (2006-2009) og vandt fire på hinanden følgende NAACP Image Awards (2007-2010) for bedste kvindelige birolle i en dramaserie. Hun vandt også 2008 People's Choice Award for Favorite Scene-Stealing Star. I 2009, mens hun stadig medvirkede i Grey's Anatomy, tog Wilson en kort pause fra showet for at tage til Broadway som Mama Morton i en genoplivning af Chicago . 
Wilson forklarede, at den eneste forskel mellem hendes skuespillerkarriere nu og hendes skuespillerkarriere for ti år siden er, at folk faktisk genkender hende på gaden. "Den eneste forskel i min karriere nu er den synlighed, jeg har," insisterede hun. "Folk siger, at jeg har lavet den nu, men jeg føler, at jeg har lavet den med sommerlager." Hun er også klar over skrøbeligheden af sin nyfundne berømmelse og formue. Da Wilson forlod sit job i Deutsche Bank for udelukkende at fokusere på sin rolle i Grey's Anatomy, var hun forsigtig med ikke at brænde nogen broer. Hun sagde: "De fortalte mig, at jeg kunne komme tilbage, hvis skuespillet ikke lykkes. Jeg sagde til dem: 'Hold mit sæde varmt'."
I 2014 gjorde Wilson en gæsteoptræden på ABC Daytime sæbeoperaen General Hospital som patienten Tina Estrada.  I 2018 optrådte hun på General Hospital som Dr. Linda Massey.  I april 2019 blev det annonceret, at Wilson skulle lave en tredje gæstestjerneoptræden på General Hospital, men denne gang som Sydney Val Jean i maj 2019. 

## Personlige liv
I Parade May 2007-udgaven beskrev Wilson sig selv som "Jeg er i et forhold, men jeg er ikke gift". Hun har været sammen med sin partner i 31 år fra 2019.  Wilson og hendes partner har 3 børn; deres datter Sarina blev født i 1992, datteren Joylin blev født i 1998, og sønnen Michael blev født den 31. oktober 2005. 

### Aktivisme
Wilson er en aktivist for årsagen til cyklisk opkastningssyndrom og fungerer som talsmand for Cyclic Vomiting Syndrome Association, såvel som berømthedsambassadør for CureMito!  efter at hendes teenagedatter, Sarina, udviklede sygdommen i 2010.  Til den niende sæson af Grey's Anatomy mødtes Wilson med producenterne og slog ideen om at præsentere cyklisk opkastningssyndrom i et kommende afsnit.  Afsnittet, "Second Opinion", blev sendt den 15. november 2012 og blev instrueret af Wilson.  
Hun er også en fortaler for mennesker med psykiske og/eller misbrugsforstyrrelser. I 2015 var hun vært for den 10. årlige Voice Awards-begivenhed for Substance Abuse and Mental Health Services Administration. 

## Filmografi

### Film
| År   | Titel                           | Rolle              | Noter       |
| ---- | ------------------------------- | ------------------ | ----------- |
| 1990 | Peer Pressure, Drugs and... You |                    |             |
| 1993 | Mad Dog and Glory               |                    |             |
| 1993 | Philadelphia                    | Chandra            |             |
| 1996 | Lone Star                       | Athena             |             |
| 2003 | Head of State                   | Jaime              | Ukrediteret |
| 2005 | I Love the 80's 3-D             | Hende selv         |             |
| 2008 | A Single Woman                  | Coretta Scott King |             |
| 2010 | Frankie and Alice               | Maxine             |             |
| 2018 | Christmas Harmony               | Karen              |             |

### Television
| År           | Titel                             | Rolle              | Noter |
| ------------ | --------------------------------- | ------------------ | --- |
| 1989         | The Cosby Show                    | Dina               | Afsnit: "The Lost Weekend" |
| 1991         | Sesame Street                     | Teenage Student    | Afsnit: "Telly Monster follows Gordon to school for a "Wide World of Sesame Street" report" |
| 1992         | CBS Schoolbreak Special           | Gloria             | Afsnit: "Sexual Considerations" |
| 1992         | Law & Order                       | Serena Price       | Afsnit: "Cradle to Grave" |
| 2000         | Cosby                             | Unknown            | Afsnit: "It's a Wonderful Wife" |
| 2001         | Third Watch                       | Volunteer          | Afsnit: "Man Enough" |
| 2001         | 100 Centre Street                 | Unknown            | Afsnit: "No Good Deed Goes Unpunished" |
| 2001         | Bob Patterson                     | Claudia            | Unknown Afsnits |
| 2002         | Sex and the City                  | Police Officer     | Afsnit: "Anchors Away" |
| 2002         | Law & Order: Special Victims Unit | Nurse Jenkins      | Afsnit: "Waste" |
| 2003         | Queens Supreme                    | Dolores            | Afsnit: "The House Next Door" |
| 2004         | The Sopranos                      | Evelyn Greenwood   | Afsnit: "Cold Cuts" |
| 2005         | Law & Order: Special Victims Unit | Rachel Sorannis    | Afsnit: "911" |
| 2005–present | Grey's Anatomy                    | Dr. Miranda Bailey | Main Cast (Season 1–present) 381 Afsnits NAACP Image Award for Outstanding Actress in a Drama Series NAACP Image Award for Outstanding Supporting Actress in a Drama Series (2007–08) People's Choice Award for Favorite Scene Stealing Star Satellite Award for Best Cast – Television Series Screen Actors Guild Award for Outstanding Performance by a Female Actor in a Drama Series Screen Actors Guild Award for Outstanding Performance by an Ensemble in a Drama Series Nominated—BET Award for Best Actress on Television (2007–08) Nominated—Golden Nymph Award for Outstanding Actress – Drama Series Nominated—NAACP Image Award for Outstanding Actress in a Drama Series (2010–14) Nominated—NAACP Image Award for Outstanding Supporting Actress in a Drama Series Nominated—Primetime Emmy Award for Outstanding Supporting Actress in a Drama Series (2006–09) Nominated—Satellite Award for Best Supporting Actress – Series, Miniseries or Television Film (2007–08) Nominated—Screen Actors Guild Award for Outstanding Performance by an Ensemble in a Drama Series (2006, 2008) |
| 2008         | Sesame Street                     | Herself            | Afsnit: Number 6 Games |
| 2008         | Accidental Friendship             | Yvonne             | Made-for-TV movie directed by Don McBrearty Prism Award for Performance in a Television Movie or Miniseries Nominated—NAACP Image Award for Outstanding Actress in a Television Movie, Mini-Series or Dramatic Special Nominated—Primetime Emmy Award for Outstanding Lead Actress in a Miniseries or a Movie |
| 2009         | Private Practice                  | Dr. Miranda Bailey | 2 Afsnits |
| 2014         | General Hospital                  | Tina Estrada       | 1 Afsnit |
| 2018         | General Hospital                  | Dr. Linda Massey   | 1 Afsnit |
| 2019         | General Hospital                  | Sydney Val Jean    | 1 Afsnit |
| 2018–2024    | Station 19                        | Dr. Miranda Bailey | Recurring; 13 Afsnits |
| 2021         | Celebrity Wheel of Fortune        | Herself            | Afsnit: "Leslie Jones, Chandra Wilson and Tony Hawk" |